# فيكتور سانتياغو
فيكتور سانتياغو (بالإنجليزية: Víctor Santiago)‏ هو مغني أمريكي، ولد في 5 فبراير 1983.